# Gallia est omnis divisa in partes tres
Gallia est omnis divisa in partes tres è una locuzione in lingua latina che significa “La Gallia, nel suo complesso, è divisa in tre parti”: si tratta dell'incipit del De bello Gallico (Liber I, 1), opera storica di Caio Giulio Cesare, vero e proprio resoconto della sua campagna militare nella regione che occupava la maggior parte degli odierni Francia, Belgio e Lussemburgo, e parte dell'Italia del nord, della Germania, e della Svizzera.

## Uso
Nell'uso corrente la frase viene spesso usata come aforisma o citazione o incipit e spunto per lo sviluppo di interventi sui più vari argomenti, esprime o la parcellizzazione di entità normalmente considerate unitarie, o richiama alla mente, anche in senso ironico, le difficoltà nell'affrontare la lettura in latino e lo studio del De bello Gallico che incontravano i ragazzi delle scuole medie, prima delle riforme in cui ne venne abolito l'insegnamento.
La frase viene a volte anche trasformata o reinterpretata in modo parodistico, come ad esempio nell'incipit della raccolta di testi umoristici Nutella Nutellæ (Nutella omnia divisa est in partes tres:  ...) o modificata ed utilizzata per commentare situazioni complesse o evocative.